# Zelena Niva
Zelena Niva (en ucraïnès: Зелена Нива) és un poble de la República Autònoma de Crimea, a Ucraïna, que el 2014 tenia 584 habitants. Pertany al districte rural de Krasnoperekopsk.